# Can Cabot de la Creu
Can Cabot de la Creu és una masia de Sant Andreu de Llavaneres (Maresme) inclosa a l'Inventari del Patrimoni Arquitectònic de Catalunya.

## Descripció
Casa de dos cossos, de planta baixa i pis. Fou edificada durant el segle xviii. Situada a la riera, a l'entrada del poble. A la façana principal hi ha el portal d'entrada amb llinda recta. Algunes finestres són de pedra granítica amb sanefa de mitja canya. A dins, algunes finestres tenen festejadors. Ha sofert reformes i reestructuracions en la seva fisonomia primitiva: a l'altura del primer pis hi ha un balcó gran que comunica amb una terrassa en la qual les obertures són sense pedres grans. Malgrat tot conserva encara la distribució d'una masia.

## Història
Fou edificada al segle xviii i ha sofert reformes i transformacions. Dels Cabot procedents de la branca sorgida de Can Cabot d'Amunt, aquests eren coneguts amb el sobrenom de "de la Creu" per viure a l'entrada del poble, on havia existit una creu. Hi ha notícies que un home d'aquesta família va ser mort a Llavaneres per un escamot francès durant la Guerra del Francès (1808-1812).